# Tony Yoka
Tony Yoka, né le 28 avril 1992 à Paris (France), est un boxeur français.
Évoluant dans les catégories des poids lourds et super-lourds, il est le premier Français à être champion du monde amateur dans la catégorie super-lourds en 2015, puis champion olympique des super-lourds aux Jeux olympiques d'été de 2016 à Rio de Janeiro.
Après son titre olympique, le boxeur parisien entame une carrière professionnelle. Vedette de la chaîne Canal+, sa « conquête » des titres mondiaux est ralentie par une suspension pour manquements à la réglementation antidopage et par la pandémie de Covid-19. Vainqueur d'Alexander Dimitrenko, Michael Wallisch, Christian Hammer ou encore Johann Duhaupas, Tony Yoka est champion de l'Union européenne des poids lourds depuis 2021.
Vainqueur en couple avec Estelle Mossely, également championne olympique au Brésil, Tony Yoka est père de deux enfants avec la boxeuse. Il s'entraîne aux États-Unis depuis son entrée dans le monde professionnel sous la direction de Virgil Hunter.

## Biographie

### Jeunesse
Tony Victor James Yoka naît le 28 avril 1992 à Paris, en Île-de-France. Il naît d'une mère française et d'un père congolais, Victor Yoka, également boxeur dont la carrière fut arrêtée pour raisons médicales. Tony Yoka commence la boxe dès l'âge de 6 ans avec son père, puis rejoint un club de Chanteloup-les-Vignes à 8 ans. Son père continue à l'entraîner jusqu'à ses 16 ans lorsqu'il rejoint le club BA des Mureaux, l'un des meilleurs de France, et l'entraîneur Moktar Hadjri.

## Carrière

### Carrière amateur (2009-2016)

#### Grand espoir de la boxe (2009-2011)
En septembre 2009, alors qu'il a 17 ans, Tony Yoka rejoint l'Institut national du sport, de l'expertise et de la performance (INSEP). Il poursuit ses études scientifiques entre les deux entraînements de boxe par jour. Deux fois champion de France cadet, Champion de France juniors, il est médaillé de bronze aux Championnats d'Europe Juniors. Sa sélection Jeune espoir de la boxe, il attire l'attention en devenant vice-champion du monde junior et gagnant la médaille d'or des Jeux olympiques de la jeunesse 2010 à Singapour.
Repéré par Brahim Asloum, il intègre en 2010 la franchise Paris United et participe aux World Series of Boxing (WSB) dont il remporte l'édition 2011. Sa sélection aux WSB fait polémique en raison de son jeune âge. À 18 ans, il vise la qualification olympique malgré la différence de poids avec ses adversaires senior. Il devient par ailleurs champion de France de boxe amateur en 2012 dans la catégorie des poids super-lourds.

#### Première aventure olympique (2012)
Tony Yoka se qualifie pour les Jeux olympiques de Londres en accédant à la finale du tournoi de qualification olympique. En demi-finale, il domine le hongrois Istvan Bernath sur le score de 12 à 2. Plus jeune poids lourd participant aux Jeux de Londres, il s'incline au premier tour contre le Canadien Simon Kean. Alors qu'il domine le début du combat, il se met la pression, panique et arrête de boxer. Cette défaite précoce est une désillusion pour le boxeur dont l'objectif est alors la médaille olympique. Après les Jeux, il se fait tatouer sur le bras « La chute n'est pas un échec, l'échec c'est de rester là où on est tombé ».

#### En constante progression (2013-2014)
La saison suivant les Jeux olympiques est difficile pour le boxeur qui se blesse à plusieurs reprises : fracture à une main, nez cassé et coupure à un genou. Lors des championnats du monde amateur 2013 à Almaty, au Kazakhstan, il s'incline au premier tour contre le boxeur italien Roberto Cammarelle.
Il est champion de France amateur en 2014 après des victoires par KO en quart de finale, demi-finale et finale.

#### Champion du monde amateur (2015)
Touché par le décès d'Alexis Vastine avec qui il s'est entraîné, Yoka lance avec Estelle Mossely une souscription pour la famille du boxeur. En juin 2015, il reprend la compétition après six mois d'absence par une défaite par KO contre le Turc Ali Eren Demirezen. Dans la continuité, Yoka part pour Bakou où il est médaillé de bronze des Jeux européens. Le 15 octobre, il devient champion du monde de boxe amateur à Doha en battant aux points le Kazakh Ivan Dychko. Il devient le troisième Français à remporter ce titre après Jérôme Thomas à Belfast en 2001 et Willy Blain à Bangkok en 2003,. Ce succès aux Championnats du monde lui permet de se qualifier pour les Jeux olympiques d'été de 2016.

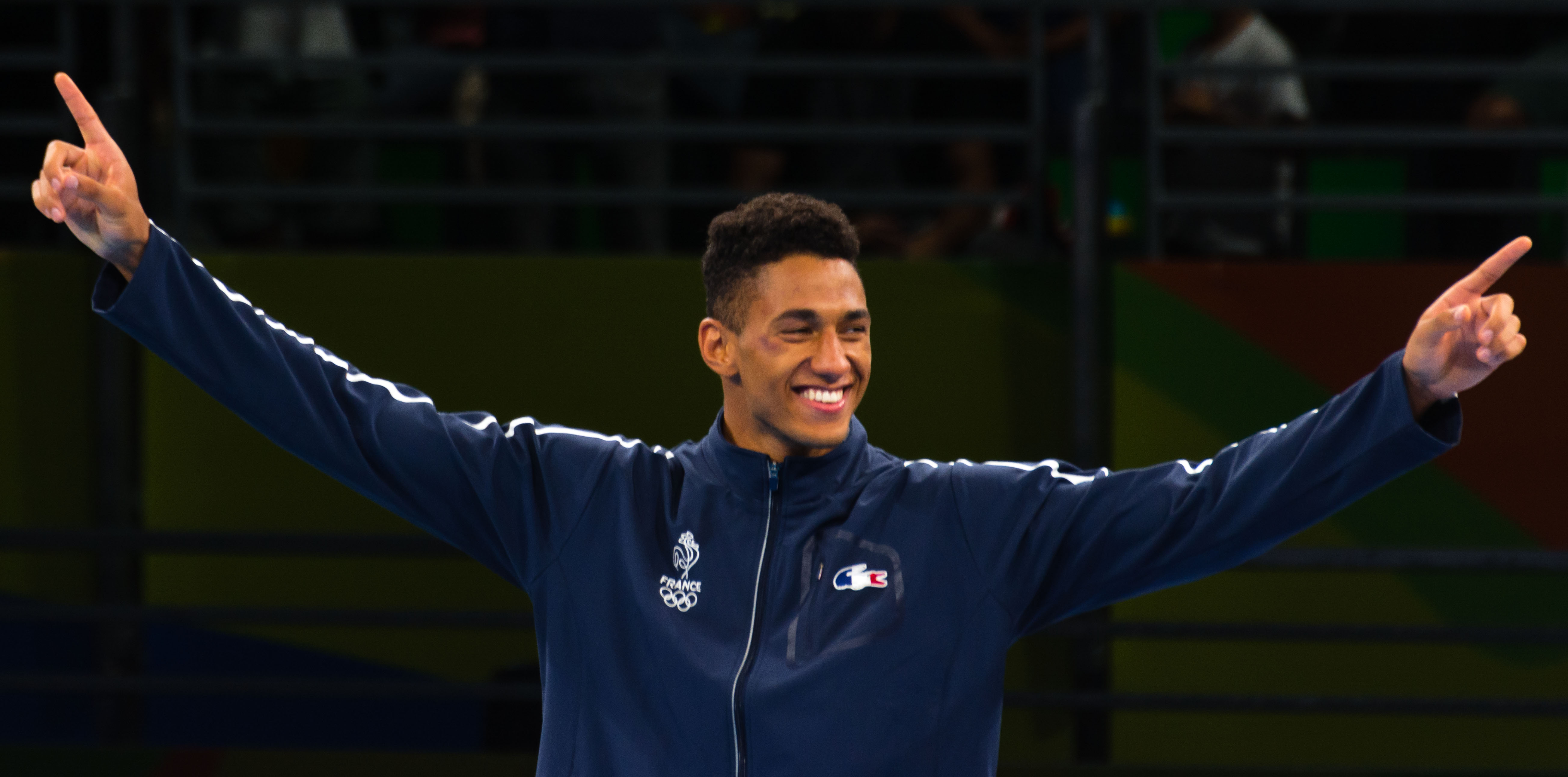
Tony Yoka célèbre sa victoire aux Jeux olympiques d'été de 2016 à Rio de Janeiro.

#### Médaillé d'or aux Jeux olympiques de Rio (2016)
Le 20 mai 2016, il se prépare pour les Jeux olympiques de Rio de Janeiro, au Brésil, en combattant lors de la soirée de retour de Canal+ dans la boxe. Dans cette grande soirée parisienne, il domine Marin Mindoljevic par KO à la quatrième reprise,. En amont de sa deuxième aventure olympique, Yoka multiplie les apparitions médiatiques, au Grand Journal ou encore dans l'émission Clique avec Mouloud Achour.
Champion du monde en titre et tête de série, il est exempt de premier tour et entre directement en huitième de finale dans le tournoi olympique des super-lourds. Opposé au boxeur des Îles Vierges américaines Clayton Laurent, Yoka emporte les trois rounds et se qualifie pour les quarts de finale. Le 21 août 2016, il remporte la médaille d'or grâce à sa victoire en finale contre le Britannique Joe Joyce en emportant deux rounds contre un.

### Boxeur professionnel (depuis 2017)

#### «La conquête»du titre poids-lourds
Champion olympique, Tony Yoka connaît une médiatisation accélérée. Présent à l'élection de Miss France et sur le plateau de l'animateur Cyril Hanouna, il réalise la promotion de sa carrière. Le 18 janvier 2017, Tony Yoka signe un contrat d'exclusivité de quatre ans avec Canal+. La chaîne mise sur le boxeur et nomme son aventure sportive « La conquête » avec comme objectif annoncé de devenir le premier champion du monde poids lourd français,. Tony Yoka part en Californie, dans la banlieue de San Francisco, s'entraîner avec Virgile Hunter, l'entraîneur d'Andre Ward,.
Le 2 juin 2017, après plusieurs mois de préparation intensive, le boxeur remporte son premier combat professionnel contre le boxeur américain invaincu Travis Clark qu'il met KO au milieu du deuxième round,. Pour sa première pesée chez les professionnels, Tony Yoka affiche 109 kg sur la balance. Le 14 octobre 2017, il effectue son second combat professionnel au Zénith de Paris, et gagne aux points sur une décision unanime des juges (59-56, 60-54, 58-56), contre le boxeur américain Jonathan Rice. Lors de son troisième combat professionnel contre l'ancien champion de Belgique Ali Baghouz se déroulant le 16 décembre 2017 à La Seine musicale, le deuxième en deux mois, Tony Yoka gagne sur arrêt de l'arbitre lors de la seconde reprise.

#### Suspension d'un an pour«manquements»à la réglementation antidopage
En décembre 2017, Tony Yoka est sanctionné d'une suspension d'un an avec sursis par la commission antidopage de la fédération française de boxe pour « manquements » à la réglementation antidopage,,. Le 7 avril 2018, Tony Yoka bat le quintuple champion de France Cyril Léonet par KO au cinquième round, et le 23 juin 2018 à Paris, il bat le britannique David Allen par arrêt de l'arbitre dans la dixième et dernière reprise.
Le 14 août 2018, la sanction d'un an de suspension est confirmée par le Conseil d'État et Tony Yoka est alors suspendu jusqu'en juillet 2019. Dans le cadre de l'appel de Tony Yoka concernant sa condamnation, le rapporteur public demande le 15 octobre 2018 au Conseil d'État, dont la décision est attendue une dizaine de jours plus tard, de ne pas transmettre au Conseil constitutionnel les questions prioritaires de constitutionnalité présentée par la défense du boxeur. Le 19 octobre 2018, le Conseil d'État rejette la demande de Tony Yoka de transmettre au Conseil constitutionnel des questions prioritaires.

#### Retour à la compétition
Le retour à la compétition de Tony Yoka après sa suspension d'un an par l'AFLD pour défaut de localisation s'effectue le 13 juillet 2019 contre le boxeur allemand Alexander Dimitrenko, ancien champion d'Europe, à l'Azur Arena d'Antibes. Tony Yoka gagne contre Alexander Dimitrenko par arrêt de l'arbitre à la troisième reprise. Le 28 septembre 2019, Tony Yoka bat l'ancien champion d'Allemagne et d'Europe Michael Wallisch à Nantes, par arrêt de l'arbitre à la troisième reprise.
Le combat prévu le 7 décembre 2019 contre l'Allemand Christian Hammer est annulé en raison d'une blessure de son adversaire. Le combat prévu le 14 mars 2020 à New York, contre un adversaire tenu secret est également annulé début mars 2020. Cette annulation pourrait être due à un manque d'adversaire, puisque son nouveau promoteur américain Bob Arum, avec lequel c'est la première collaboration, semblait chercher un combattant durant les jours précédant l'annulation le 8 mars 2020. La bourse brut proposée, peu élevée, de 35 000 dollars (31 000 euros), pourrait selon la presse être la cause, ne laissant la place qu'à un adversaire de niveau moyen.
Le 25 septembre 2020, Tony Yoka bat Johann Duhaupas à Nanterre, vétéran du ring âgé de 39 ans, par KO dès le premier round. Le 27 novembre 2020, il s'impose aux points à l'unanimité des trois juges (100-89, 100-89, 100-89), face à l'ancien champion d'Allemagne et d'Europe, l'allemand Christian Hammer lors de son 9e combat professionnel et demeure toujours invaincu depuis ses débuts. Le 5 mars 2021, Tony Yoka bat le belge Joël Tambwe Djeko par KO technique dans la 12e et dernière reprise, s'adjugeant ainsi sa première ceinture celle du titre vacant de l'Union européenne  des poids lourds European Boxing Union (EBU) . Le 10 septembre 2021, sur le court Philippe-Chatrier, il bat le Croate Petar Milas par arrêt de l'arbitre à la fin du 7e round. Il signe ainsi sa onzième victoire sur onze combats professionnels.
Alors qu'un combat est prévu contre le combattant congolais Martin Bakole pour janvier 2022, le retour des jauges dans les salles de spectacle en France force le promoteur de l'événement Jérôme Abiteboul à annuler la soirée,. Dans la foulée de cette annulation, Tony Yoka accepte le défi du Croate Filip Hrgović pour un combat entre prétendants au titre de la fédération International Boxing Federation (IBF). Cette opposition, revanche annoncée de la demi-finale des Jeux olympiques entre les deux boxeurs, tombe à son tour à l'eau lorsque l'IBF confirme que le contrat signé entre Tony Yoka et Martin Bakole est toujours d'actualité,.

#### Série de défaites
Le 14 mai 2022, le boxeur français retrouve donc le Congolais Martin Bakole, boxeur d'1,98 m pour 125,6 kg, sur le ring du palais omnisports de Paris-Bercy. Dépassé par la puissance de son adversaire dans l'entame du combat, Tony Yoka est compté dans le premier round et dans le cinquième round avant de s'accrocher jusqu'à la décision des juges qui le donnent perdant sur décision partagée (96-92, 95-93, 94-94),. Ce revers marque un sérieux coup d'arrêt dans sa progression vers les titres mondiaux.  
Le 11 mars 2023, après cette première défaite en carrière, Tony Yoka affronte le franco-camerounais Carlos Takam au Zénith de Paris. Un combat qu'il perd aux points (96-94, 96-94, 94-96), face à un adversaire beaucoup plus puissant que lui ,. Le 9 décembre 2023, sur le court Philippe-Chatrier, il subit une nouvelle défaite aux points après décision des arbitres (96-94, 94-96, 96-94) contre le Belge Ryad Mehry, un adversaire venant de la catégorie des lourds-légers,,.

#### Enchaînement de victoires et nouveau promoteur
Le 27 juillet 2024, il affronte le Belge Amine Boucetta dans le gymnase du Recreation Center de Tolworth, en très lointaine banlieue de Londres. Le Français renoue avec la victoire par jet de l'éponge lors de la quatrième reprise,,. Le 7 septembre 2024, seulement un peu plus d'un mois après son dernier combat, il affronte le Britannique Lamah Griggs à Swindon. Il remporte son combat par KO technique dès la deuxième reprise,,.
Le 17 mai 2025, il affronte le Russe Arslan Yallyev, un combattant invaincu dans le ring avec 16 victoires, à l'Arena Porte de la Chapelle,,. Ce combat est également le dernier de son contrat avec la chaîne Canal+ qui avait débuté lors de son passage chez les professionnels en 2017. Au terme d'un combat très rythmé où les deux boxeurs sont allés au bout d'eux-même, il bat son adversaire par décision unanime des juges (96-94, 98-92, 97-93),,.
Le 30 juillet 2025, il s'engage avec Queensberry Promotions, la société du promoteur anglais Frank Warren qui comporte notamment les Anglais Tyson Fury et Daniel Dubois, le Néo-Zélandais Joseph Parker ou encore le Chinois Zhang Zhilei,,.

## Palmarès

### Amateur
- Médaille d'or aux Jeux olympiques de la jeunesse d'été, en 2010, à Singapour.
- Champion de France senior 2012 des +91 kg.
- Éliminé au premier tour des Jeux olympiques de 2012 à Londres, en Angleterre.
- Champion de France senior 2014 des +91 kg.
- Médaille de bronze aux Jeux européens en +91 kg le 25 juin 2015 à Bakou, en Azerbaïdjan.
- Médaille d'or en +91 kg en aux championnats du monde de boxe amateur 2015 à Doha, au Qatar[88].
- Médaille d'or en +91 kg aux Jeux olympiques de 2016 à Rio de Janeiro, au Brésil.

### Professionnel
Ci-dessous les différents combats disputés par le boxeur français dans sa carrière professionnelle :

### Distinctions personnelles
- Chevalier de la Légion d'honneur (décret du 30 novembre 2016)[103].

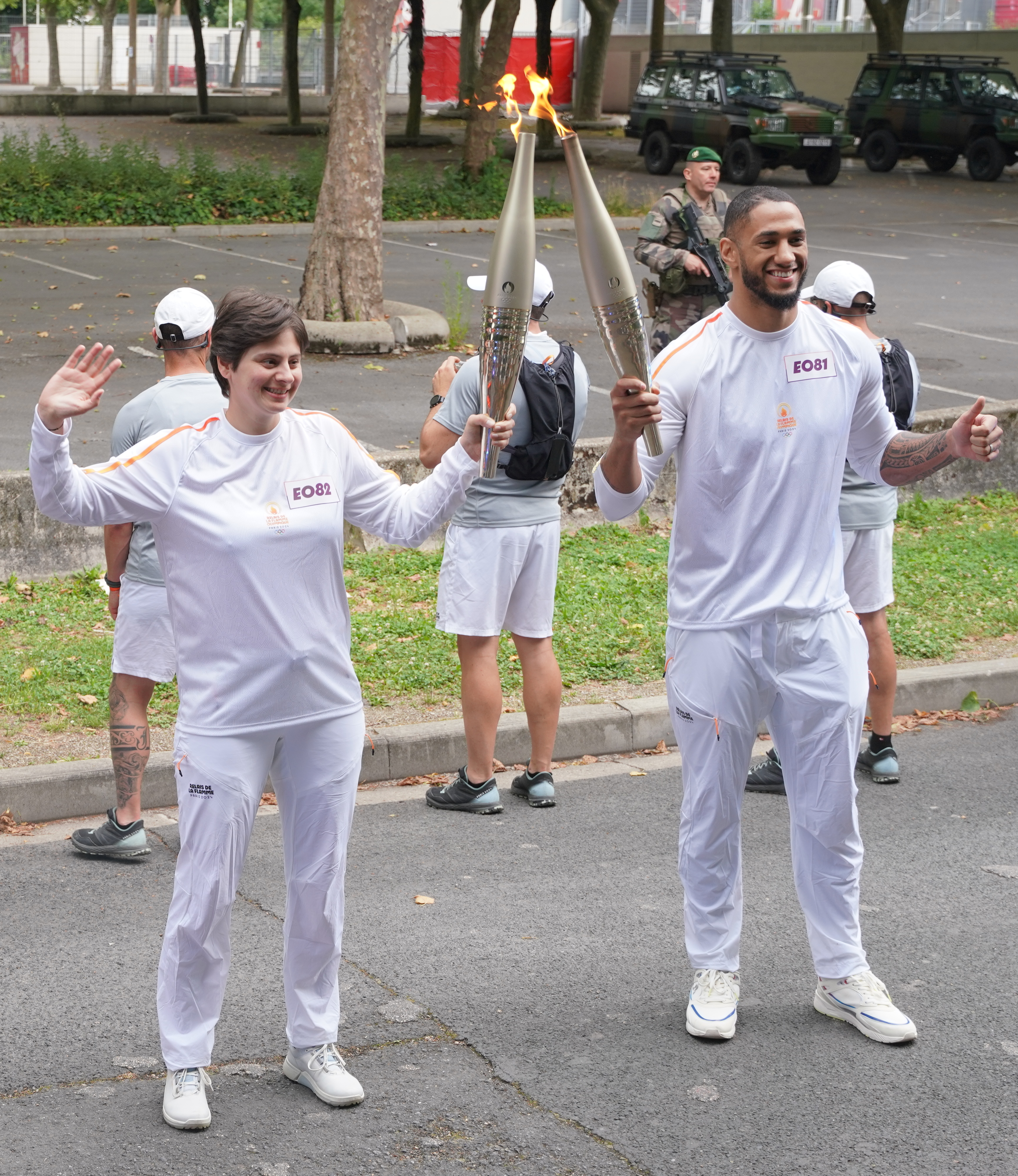
Tony Yoka, porteur de la flamme olympique lors de son passage à Reims.

- RMC Sport Award du champion de sport français de l'année 2016 (avec Estelle Mossely).

## Style et allonge
Tony Yoka est surnommé « l'artiste » du fait de son style de boxe technique et rapide pour un boxeur de la catégorie poids lourds. Sa rapidité et ses feintes font partie de ses principaux atouts dans une catégorie qui s'axe sur la puissance. Son allonge de 2,08 m est dans la moyenne des hommes de sa taille, mais nettement supérieure à celle de la plupart des boxeurs qu'il  a rencontré, ce qui a constitué un avantage.

## Vie privée et famille
Jusqu'en 2019, il partageait sa vie avec la boxeuse Estelle Mossely, également championne olympique au cours des mêmes Jeux. En mars 2017, ils annoncent attendre leur premier enfant via un cliché posté sur les réseaux sociaux. Leur premier enfant, un garçon prénommé Ali, naît le 2 août 2017. Il épouse sa compagne Estelle Mossely le 7 janvier 2018. Le 23 octobre 2019, Estelle Mossely annonce sur Instagram sa séparation avec Tony Yoka après l'annonce de sa 2e grossesse. Ils se remettent ensemble quelques semaines plus tard. Leur deuxième enfant, un garçon prénommé Magomed, naît le 7 mai 2020. Tony et Estelle Mossely annoncent leur divorce le 1er novembre 2021. Le 21 avril 2023, il annonce la naissance de son troisième fils Souleymane. Le 26 mai 2025, il annonce sur Instagram la naissance de son quatrième enfant, sa première fille, Onaïssa.
Tony Yoka a plusieurs frères et sœurs :
- Samantha Yoka[116],[117].
- Victor Yoka[118],[119], né le 6 septembre 1998[120].
- Axel Yoka[118],[121], né le 6 septembre 2000[122].
- Shannon Touré-Yoka[123], née le 13 mars 2001[124].

### Vidéographie
- [vidéo] Tony Yoka, voyage initiatique à Cuba, Stade 2, France télévisions, février 2016, 18 minutes.
- [vidéo] Dans l'intimité de Tony Yoka, Intérieur sport, Canal+, mai 2017, 52 minutes.
- [vidéo] Les Trois Coups Tony Yoka, Intérieur sport, Canal+, novembre 2017.